# Peypin-d'Aigues
Ne doit pas être confondu avec Peypin.
Peypin-d'Aigues est une commune française située dans le département de Vaucluse, en région Provence-Alpes-Côte d'Azur.
Ses habitants sont appelés les Peypinois.

## Géographie
Peypin-d'Aigues est un village éclaté en quatre parties, le village et trois hameaux : hameau des Dônes, hameau des Roux et hameau de Fonzillouse (ou Fontjoyeuse) (XVIIe siècle).
| Saint-Martin-de-Castillon  | Céreste Alpes-de-Haute-Provence |                      |
| La Motte-d'Aigues          | Peypin-d'Aigues                 | Vitrolles-en-Lubéron |
| Saint-Martin-de-la-Brasque | Grambois                        |                      |

### Relief
Le relief est très contrasté. La commune est divisée en deux, d'un côté la plaine irriguée dans le lit majeur de la Durance, de l'autre la surrection du Luberon.

### Géologie
La partie méridionale est composée d'alluvions récentes apportées par la Durance. Le massif du Luberon compose l'autre partie de la commune. Cette chaîne a commencé à se former au crétacé inférieur, c'est-à-dire entre -135 et -95 millions d'années pour finir de se plisser à partir de -15 millions d'années d'abord dans un axe nord-sud, puis de NNE-SSO. entre -7 et -3 millions d'années. Ces compressions successives ont trouvé leurs termes au pliocène. Il est à noter – chose assez rare - que sur le territoire de la commune se trouve un (minuscule) affleurement basaltique. On n'en découvre d’identiques qu’à Évenos (83), Beaulieu (06) ou Rougiers (83).

### Voies de communication et transports

#### Services autocars

##### Lignes départementales
Le village est desservi par une ligne départementale :
| Ligne | Tracé                     |
| ----- | ------------------------- |
| 17.2  | Peypin-d'Aigues ↔ Pertuis |

### Sismicité
Les cantons de Bonnieux, Apt, Cadenet, Cavaillon, et Pertuis sont classés en zone Ib (risque faible). Tous les autres cantons du département de Vaucluse sont classés en zone Ia (risque très faible). Ce zonage correspond à une sismicité ne se traduisant qu'exceptionnellement par la destruction de bâtiments.

### Climat
Pour des articles plus généraux, voir Climat de Provence-Alpes-Côte d'Azur et Climat de Vaucluse.
En 2010, le climat de la commune est de type climat méditerranéen altéré, selon une étude du Centre national de la recherche scientifique s'appuyant sur une série de données couvrant la période 1971-2000. En 2020, Météo-France publie une typologie des climats de la France métropolitaine dans laquelle la commune est exposée à un climat méditerranéen et est dans la région climatique  Provence, Languedoc-Roussillon, caractérisée par une pluviométrie faible en été, un très bon ensoleillement (2 600 h/an), un été chaud (21,5 °C), un air très sec en été, sec en toutes saisons, des vents forts (fréquence de 40 à 50 % de vents > 5 m/s) et peu de brouillards. 
Pour la période 1971-2000, la température annuelle moyenne est de 12,6 °C, avec une amplitude thermique annuelle de 16,8 °C. Le cumul annuel moyen de précipitations est de 743 mm, avec 5,7 jours de précipitations en janvier et 2,9 jours en juillet. Pour la période 1991-2020, la température moyenne annuelle observée sur la station météorologique de Météo-France la plus proche, « La Bastide des Jourdans », sur la commune de La Bastide-des-Jourdans à 5 km à vol d'oiseau, est de 13,5 °C et le cumul annuel moyen de précipitations est de 698,1 mm. 
La température maximale relevée sur cette station est de 42,4 °C, atteinte le 28 juin 2019 ; la température minimale est de −12,3 °C, atteinte le 6 février 2012,,. 
Les paramètres climatiques de la commune ont été estimés pour le milieu du siècle (2041-2070) selon différents scénarios d'émission de gaz à effet de serre à partir des nouvelles projections climatiques de référence DRIAS-2020. Ils sont consultables sur un site dédié publié par Météo-France en novembre 2022.

## Urbanisme

### Typologie
Au 1er janvier 2024, Peypin-d'Aigues est catégorisée commune rurale à habitat dispersé, selon la nouvelle grille communale de densité à sept niveaux définie par l'Insee en 2022.
Elle est située hors unité urbaine et hors attraction des villes,.

### Occupation des sols
L'occupation des sols de la commune, telle qu'elle ressort de la base de données européenne d’occupation biophysique des sols Corine Land Cover (CLC), est marquée par l'importance des forêts et milieux semi-naturels (67,8 % en 2018), en diminution par rapport à 1990 (70,5 %). La répartition détaillée en 2018 est la suivante : forêts (55,1 %), zones agricoles hétérogènes (16,4 %), cultures permanentes (15,9 %), milieux à végétation arbustive et/ou herbacée (12,7 %). L'évolution de l'occupation des sols de la commune et de ses infrastructures peut être observée sur les différentes représentations cartographiques du territoire : la carte de Cassini (XVIIIe siècle), la carte d'état-major (1820-1866) et les cartes ou photos aériennes de l'IGN pour la période actuelle (1950 à aujourd'hui).

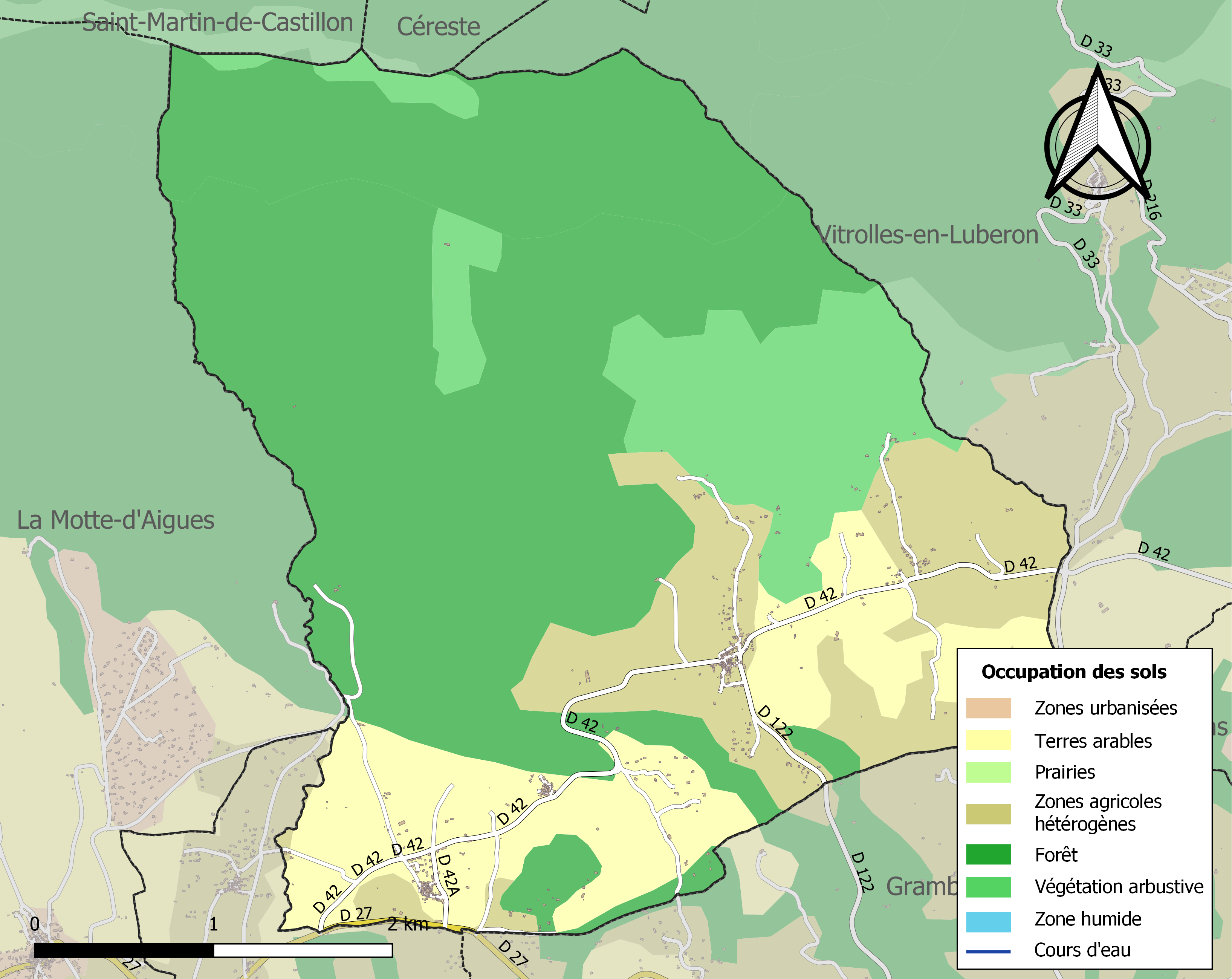
Carte des infrastructures et de l'occupation des sols de la commune en 2018 (CLC).

### Morphologie urbaine

#### Répartition des sols
La répartition des sols de la commune est la suivante (donnée pour un total de) :
| Type d'occupation | Pourcentage | Superficie (en hectares) |
| ----------------- | ----------- | ------------------------ |
| Zones urbaines    | 1,85 %      | 32,10                    |
| Zones agricoles   | 25,71 %     | 447,07                   |
| Zones naturelles  | 72,50 %     | 1 215,15                 |
| Total             | 100 %       | 1 731,13                 |

Les zones naturelles (presque 9/10 du territoire) sont principalement formées par les forêts méditerranéennes couvrant le petit Luberon. Les zones agricoles sont formées de vergers de fruitiers (oliviers, amandiers, etc.), des champs de lavandin et des vignes (AOC côtes-du-luberon).

## Toponymie
Podium Pini est d'origine romane, la racine Pey (Podium, Puy) désigne aussi bien la pierre qu'une sommité rocheuse. Il faut voir dans le suffixe Pini l'évocation d'une forêt de pins accrochée aux flancs de cette colline de pierres.

## Histoire

### Préhistoire et Antiquité
Au quartier des Roux a été identifié le seul vestige de l'âge du bronze, une hache aux bords martelés. Celui de Notre-Dame a, par contre, livré de nombreuses tombes dont l’une était recouverte d’une dalle épigraphique. Leur présence est l'indice probable de l’existence d’une villa gallo-romaine.

### Moyen Âge
Au Xe siècle ce lieu était couvert de pins et ce fut sans doute ici (in Pineto), en 925, que s'abrita l'archichancelier Bernuin, archevêque d’Aix-en-Provence, fuyant les Sarrasins et partant se réfugier à Reims. Les textes des cartulaires provençaux citent ensuite Pinetus (991) et Peipi (1092). C'est une déformation de « Podium Pinus » - Podio Pino est attesté au XIIe siècle – signifiant le Puy des Pins.
Le sanctuaire le plus ancien fut celui de Notre-Dame de Peipi, à la fin du XIe siècle, qui a depuis disparu.
Le fief de Peipin relevait du comté de Forcalquier au XIIe siècle. Lorsque ce comté perd son indépendance en 1209, à la mort de Guillaume II, un de ses neveux, Guillaume de Sabran tente de le relever. Après une lutte de dix ans, il passe un accord à Meyrargues le 29 juin 1220 avec Raimond Bérenger IV, comte de Provence et lui aussi héritier du comté de Forcalquier. Par cet accord, la moitié sud du comté, dont Peipin, lui est donnée. Guillaume de Sabran conserve sa moitié de comté jusqu'à sa mort, vers 1250.
En 1331, Elzéar de Sabran rendit hommage de ce fief à Robert d'Anjou, comte de Provence et roi de Naples. Il venait de racheter à Delphine, veuve de son oncle et parrain Elzéar, l’héritage que celui-ci lui avait légué et qu’elle distribuait aux pauvres. À cette époque le vieux château des Sabran s’élevait sur le site du Castellas.

### Période moderne
Peypin fait partie de la quarantaine de localités, de part et d'autre du Luberon dans lesquelles s'installent au moins 1400 familles de vaudois des Alpes, soit environ 6 000 personnes, venues des diocèses alpins de Turin et d'Embrun entre 1460 et 1560, selon l'historien Gabriel Audisio. Les deux-tiers de ces futurs Vaudois du Luberon sont arrivés entre 1490 et 1520 et la plupart subissent le massacre de Mérindol, qui détruit 24 villages et cause 3 000 morts.
En 1506, le baron de Cental, Antoine René de Bolliers, passa au nom de son fils mineur François, héritier de ce fief, un acte d’habitation pour repeupler Peypin avec plusieurs chefs de famille vaudois originaires de sa baronnie piémontaise.
Une première alerte eut lieu en 1532 quand les enquêteurs envoyés par le Parlement d’Aix, sur ordre de François 1er, partirent à la recherche de « ceux tenant pour la secte de Luther au-delà de la Durance ». Le village se vida avant leur arrivée. Ce qui ne l’empêcha pas, en 1545, d’être pillé et incendié, sur ordre de Meynier d’Oppède, par les soudards du « brave capitaine Paulin ». Même l’église Saint-Jérôme, pourtant propriété du chapitre cathédral de Saint-Sauveur d’Aix, fut détruite. Les chanoines la feront reconstruire en 1620.

### Révolution française
Le 12 août 1793 fut créé le département de Vaucluse, constitué des districts d'Avignon et de Carpentras, mais aussi de ceux d'Apt et d'Orange, qui appartenaient aux Bouches-du-Rhône, ainsi que du canton de Sault, qui appartenait aux Basses-Alpes.
Le temple protestant actuel date de 1870.

### Période contemporaine
L'adhésion de la commune au parc naturel régional du Luberon a valorisé ses nombreux atouts touristiques et économiques. Le taux de chômage actuel est de 9,8 % alors qu'il était de 12,4 % à la fin du XXe siècle. Pour la même période le taux d'activité atteint 70,9 % contre 68,9 % en 1999 et la population des retraités et les préretraités est passée à 21,4 % de la population alors qu'elle était de 22,4 % à la même date.

## Politique et administration

### Listes des maires

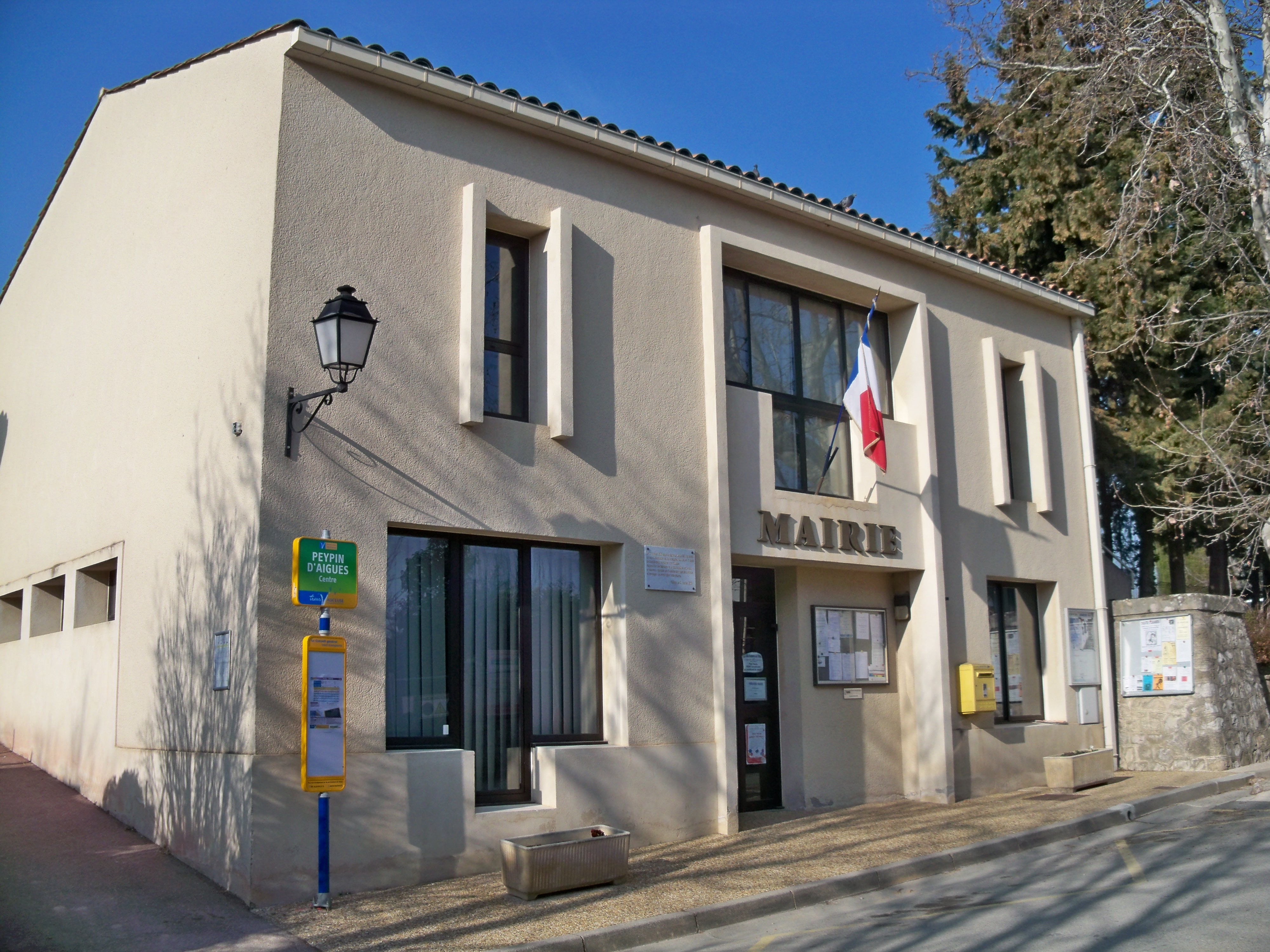
Mairie de Peypin-d'Aigues.

| Période                                  | Période    | Identité                  | Étiquette | Qualité |
| ---------------------------------------- | ---------- | ------------------------- | --------- | ------- |
| avant 1847                               |            | Marius Reynaud            |           |         |
| avant 1875                               |            | Antoine Modeste Gaillanne |           |         |
| avant 1995                               | ?          | Henri Marocchino          |           |         |
| mars 2001                                | mars 2008  | Gérard Fritz              |           |         |
| mars 2008                                | avril 2020 | Nicole Sabater            |           |         |
| mai 2020                                 | En cours   | Karine Mouret             |           |         |
| Les données manquantes sont à compléter. |            |                           |           |         |

### Politique environnementale
La collecte et le traitement des déchets des ménages et déchets assimilés ainsi que la protection et la mise en valeur de l'environnement sont réalisés dans le cadre de la communauté de communes Luberon-Durance.
La commune, de par la communauté de communes, fait partie du syndicat mixte intercommunautaire pour l'étude, la construction et l'exploitation d'unités de traitement des ordures ménagères de la région de Cavaillon (Sieceutom).
La commune fait partie du syndicat intercommunal à vocations multiples (SIVOM) Durance-Luberon qui est un établissement public de coopération intercommunale (EPCI) qui regroupe 21 communes des 23 communes (Lourmarin et Vaugines n'en font pas partie) des deux cantons de Pertuis et de Cadenet a pour compétence la distribution de l'eau et l'assainissement. Il a été créé en 1989 par transformation du syndicat intercommunal créé en 1946 mais qui n'avait comme compétence que la distribution de l'eau. Il comprend 42 membres (deux par commune). Son président est Maurice Lovisolo (vice-président du conseil général de Vaucluse). Le prix de l'assainissement est variable dans chaque commune (à cause de la surtaxe communale) alors que celui de l'eau est identique.

### Instances administratives et juridiques
Peypin-d'Aigues est une des quatorze communes du canton de Pertuis qui totalise 32 492 habitants en 2006. Le canton fait partie de l'arrondissement d'Apt depuis 1801 (sauf de 1926 à 1933 où ce fut Cavaillon) et de la cinquième circonscription de Vaucluse depuis 2010 (avant l'ordonnance no 2009-935 du 29 juillet 2009 elle appartenait à la deuxième circonscription de Vaucluse). Peypin-d'Aigues fait partie du canton de Pertuis depuis 1801 après avoir fait partie du canton de La Tour-d'Aigues de 1793 à 1801.
Peypin-d'Aigues fait partie de la juridiction d’instance d’Apt, mais du greffe détaché Pertuis, et de grande instance, de prud'homale, de commerce et d'affaires de Sécurité sociale d’Avignon.

### Intercommunalité
La commune fait partie de la communauté de communes Luberon-Durance depuis le 13 décembre 2000.

### Fiscalité
| Taxe                                                | Part communale | Part intercommunale | Part départementale | Part régionale |
| --------------------------------------------------- | -------------- | ------------------- | ------------------- | -------------- |
| Taxe d'habitation (TH)                              | 8,13 %         | 0,19 %              | 7,55 %              | 0,00 %         |
| Taxe foncière sur les propriétés bâties (TFPB)      | 12,51 %        | 0,25 %              | 10,20 %             | 2,36 %         |
| Taxe foncière sur les propriétés non bâties (TFPNB) | 39,68 %        | 0,25 %              | 28,96 %             | 8,85 %         |
| Taxe professionnelle (TP)                           | 00,00 %        | 20,36 %             | 13,00 %             | 3,84 %         |

La part régionale de la taxe d'habitation n'est pas applicable.
La taxe professionnelle est remplacée en 2010 par la cotisation foncière des entreprises (CFE) portant sur la valeur locative des biens immobiliers et par la contribution sur la valeur ajoutée des entreprises (CVAE) (les deux formant la contribution économique territoriale (CET) qui est un impôt local instauré par la loi de finances pour 2010).

## Démographie
Le recensement de 1826, qui ne serait qu'une réactualisation de celui de 1821, n'a pas été retenu.

Le recensement de 1871 a été, pour cause de guerre, repoussé à l'année 1872.

Le recensement de 1941, réalisé selon des instructions différentes, ne peut être qualifié de recensement général, et n'a donné lieu à aucune publication officielle.

Les résultats provisoires du recensement par sondage annuel réalisé en 2004, 2005 et 2006 selon les communes sont tous, par convention, affichés à 2006.

L'évolution du nombre d'habitants est connue à travers les recensements de la population effectués dans la commune depuis 1793. Pour les communes de moins de 10 000 habitants, une enquête de recensement portant sur toute la population est réalisée tous les cinq ans, les populations de référence des années intermédiaires étant quant à elles estimées par interpolation ou extrapolation. Pour la commune, le premier recensement exhaustif entrant dans le cadre du nouveau dispositif a été réalisé en 2005.

En 2022, la commune comptait 663 habitants, en évolution de +1,07 % par rapport à 2016 (Vaucluse : +1,73 %, France hors Mayotte : +2,11 %).
| 1793 | 1800 | 1806 | 1821 | 1831 | 1836 | 1841 | 1846 | 1851 |
| ---- | ---- | ---- | ---- | ---- | ---- | ---- | ---- | ---- |
| 314  | 266  | 382  | 400  | 395  | 433  | 439  | 404  | 428  |

| 1856 | 1861 | 1866 | 1872 | 1876 | 1881 | 1886 | 1891 | 1896 |
| ---- | ---- | ---- | ---- | ---- | ---- | ---- | ---- | ---- |
| 426  | 404  | 400  | 387  | 381  | 343  | 334  | 283  | 291  |

| 1901 | 1906 | 1911 | 1921 | 1926 | 1931 | 1936 | 1946 | 1954 |
| ---- | ---- | ---- | ---- | ---- | ---- | ---- | ---- | ---- |
| 278  | 302  | 305  | 186  | 207  | 211  | 214  | 213  | 212  |

| 1962 | 1968 | 1975 | 1982 | 1990 | 1999 | 2005 | 2006 | 2010 |
| ---- | ---- | ---- | ---- | ---- | ---- | ---- | ---- | ---- |
| 211  | 206  | 221  | 310  | 385  | 473  | 576  | 586  | 599  |

| 2015 | 2020 | 2022 | - | - | - | - | - | - |
| ---- | ---- | ---- | - | - | - | - | - | - |
| 652  | 673  | 663  | - | - | - | - | - | - |

### Enseignement
Peypin d'Aigues et Saint-Martin-de-la-Brasque font partie d'un regroupement pédagogique (RPI), les élèves allant en maternelle à Saint-Martin et dans une école primaire publique à Peypin. Ensuite les élèves sont affectés au collège Albert-Camus à La Tour-d'Aigues,, puis le lycée Val-de-Durance à Pertuis (enseignement général) ou lycée Alexandre-Dumas à Cavaillon soit lycée Alphonse-Benoit à L'Isle-sur-la-Sorgue (enseignements techniques).

### Sports
Nombreuses possibilités de randonnées pédestres ou en V.T.T.
Passage du chemin de grande randonnée 9 (GR 9) sur la commune.

### Santé
Pertuis, la ville du secteur, possède des services ambulanciers, hospitaliers, etc.

### Cultes
Protestant et catholique.

## Économie

### Agriculture
La commune produit des vins AOC côtes-du-luberon. Les vins qui ne sont pas en appellation d'origine contrôlée peuvent revendiquer, après agrément, le label vin de pays d'Aigues.

### Tourisme
Comme l'ensemble des communes du Luberon, le tourisme joue un rôle, directement ou indirectement, dans l'économie locale.
On peut considérer trois principales sortes de tourisme en Luberon. Tout d'abord, un tourisme historique et culturel qui s'appuie sur le riche patrimoine des villages perchés ou sur des festivals. Ensuite, un tourisme récréatif qui se traduit par un important développement des chambres d'hôtes, de l'hôtellerie et de la location saisonnière, par une concentration importante de piscines et par des animations comme des marchés provençaux. Enfin, un tourisme vert qui profite des nombreux chemins de randonnées et du cadre protégé qu'offrent le Luberon et ses environs.

## Culture locale et patrimoine

### Lieux et monuments

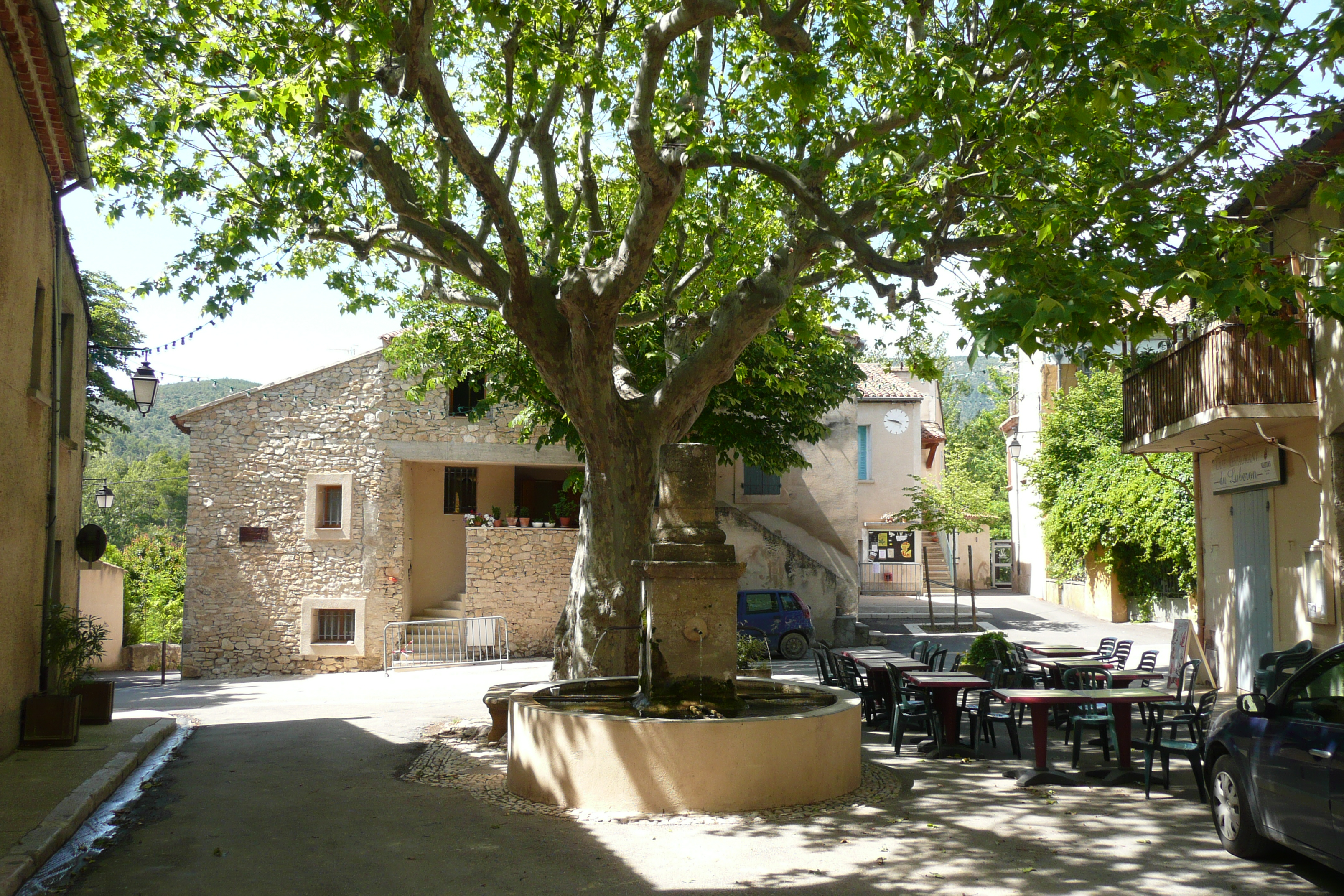
La fontaine de la place du village.

- Fontjoyeuse (ou Fonzillouse), hameau du XVIIe siècle
- Temple
- Fontaine
- Église Saint-Jérôme de Peypin-d'Aigues. Elle est inscrite à l'Inventaire général du patrimoine culturel[37].

### Héraldique
| Blason de Sault | Les armes peuvent se blasonner ainsi : D'or à un pin de sinople sur une montagne de sable. |